# Усиевич, Елена Феликсовна
Еле́на Фе́ликсовна Усие́вич (в девичестве Кон; 20 февраля (4 марта) 1893, Якутск Российская империя — 15 января 1968, Москва СССР) — советский литературный критик.

## Биография
Родилась в семье ссыльных революционеров Феликса Яковлевича Кона и Христины Григорьевны Гринберг.
С 1909 года принимала участие в революционном движении; с 1915 — член ВКП(б). Была в эмиграции, возвратилась в Россию в 1917 году с группой большевиков, возглавляемой Лениным, в пломбированном вагоне. Принимала участие в Гражданской войне. Была женой революционера Григория Усиевича, погибшего в 1918 году.

 В 1918 году Елена с огромным трудом сумела бежать из Омска и по тылам противника добралась к нам в Тюмень, где мы уже считали её погибшей. Она воевала в 1-й Конной армии. Стала видным литературоведом и критиком. Отличительной чертой её характера была нетерпимость ко всякой лжи, это был человек редкой искренности и порядочности. — Ксения Чудинова
Уполномоченный Крымлита (1925—1928). В 1932 году окончила Институт красной профессуры. Работала заместителем директора Института литературы и искусства Коммунистической академии.
Награждена орденом Трудового Красного Знамени (1963).
Второй муж (с 1925) — партийный работник Александр Александрович Таксер (1897, с. Бельское—8 марта 1932, Москва). В 1914 году из-за гангрены ему ампутировали ногу. С 1915 года в революционных кружках, с 1917 года член РСДРП. Работал в политотделе народно-революционной армии (1919—1922), затем секретарь райкома РКП(б) во Владивостоке, заведующий агитпропом Дальневосточного обкома. В 1925—1928 заведующий агитпропом обкома Крымской АССР. В 1928 году переведён в Москву, ответственный инструктор культпропотдела ЦК. В 1930 году поступил в ИКП философии, где стал парторгом. Принимал активное участие в кампании против «меньшевиствующего идеализма» вместе с М. Митиным, П. Юдиным и В. Ральцевичем. Умер от уремии, вызванной камнями в почках.
Брат — Александр Кон (1897—1941) — советский экономист, доктор экономических наук, профессор (1935), специалист по экономической теории К. Маркса, политической экономии и теории советского хозяйства. Погиб на фронте при обороне Москвы.

## Литературная критика
Впервые выступила в печати в 1928 году. Вступила в Литературный центр конструктивистов, затем в Литфронт. Активно публиковалась в журналах «Литературный критик», «Литературное обозрение» и других, основные статьи этого периода собраны в сборнике «Писатели и действительность» (1936).
Статьи Усиевич носили резко идеологический и полемический характер: так, в брошюре «За чистоту ленинизма в литературной теории» (1932) Усиевич подвергла резкой критике деятельность РАПП, приводившие к ряду «извращений партийной линии в литературе», разгрому подверглась в её статьях литературоведческая концепция Валерьяна Переверзева. Вопросы социалистического реализма, политической поэзии, задач советской критики рассматривались в статьях «О социалистическом реализме», «Критика методами искусства», «„Рококо“ в критике» и др.
Отдельные статьи были посвящены Усиевич творчеству Маяковского, Сергеева-Ценского, Николая Островского, роману Максима Горького «Жизнь Клима Самгина», произведениям Николая Вирты и других. В 1933 году статья Усиевич стала важным этапом в травле Николая Заболоцкого: в ней Усиевич, в частности, заявила:

Опасность творчества Заболоцкого заключается в том, что его настоящее мастерство с одной стороны и формалистские выверты, которыми он, маскируя свои враждебные тенденции, влияет на ряд молодых вполне советских поэтов, с другой — создают ему учеников и поклонников в таких литературных слоях, за которые мы должны с ним драться, разоблачая его как врага, показывая, чему служит его утонченное и изощренное мастерство, каковы функции его стилизованного примитивизма, его поддельной наивности и наигранного юродства. Нужно сорвать с Заболоцкого эту маску блаженного, оторванного от коллектива, занимающегося «чистой поэзией» мастера, чтобы предостеречь от учёбы у него близких нам молодых, талантливых поэтов, от которых талант Заболоцкого заслоняет классовую сущность его творчества, которые вместе с настоящим мастерством берут у него и стороны его стихов, служащие исключительно маскировкой этой классовой сущности.

В послевоенные годы выпустила книги «Владимир Маяковский» (1950), «Ванда Василевская» (1953), «Пути художественной правды» (1958).